# Модест Таун (Вирџинија)
Модест Таун (енгл. Modest Town) насељено је место без административног статуса у америчкој савезној држави Вирџинија.

## Демографија
По попису из 2010. године број становника је 149.
| Група             | 2000.    | 2010.      |
| Белци             | 0 (0,0%) | 95 (63,8%) |
| Афроамериканци    | 0 (0,0%) | 33 (22,1%) |
| Азијати           | 0 (0,0%) | 0 (0,0%)   |
| Хиспаноамериканци | 0 (0,0%) | 21 (14,1%) |
| Укупно            | 0        | 149        |